# Battle in the Valley (2023)
O Battle in the Valley (2023) foi um evento pay-per-view (PPV) de wrestling profissional produzido pela New Japan Pro-Wrestling (NJPW). Aconteceu em 18 de fevereiro de 2023, no San Jose Civic em San Jose, Califórnia.
Dez lutas foram disputadas no evento, incluindo duas no pré-show. No evento principal, Kazuchika Okada derrotou Hiroshi Tanahashi para reter o IWGP World Heavyweight Championship. Em outras lutas de destaque, Eddie Kingston derrotou Jay White em uma luta aonde o perdedor deveria deixar a NJPW, Mercedes Moné derrotou Kairi para vencer o IWGP Women's Championship, e na luta de abertura, Kushida, Volador Jr., Kevin Knight e The DKC derrotaram Máscara Dorada, Josh Alexander, Adrian Quest e Rocky Romero.
O evento contou com a estreia no ringue de Mercedes Moné (anteriormente conhecida como Sasha Banks) na NJPW após fazer uma aparição no Wrestle Kingdom 17, bem como lutadores das promoções parceiras da NJPW, All Elite Wrestling (AEW), Consejo Mundial de Lucha Libre (CMLL) e Impact Wrestling.

## Produção

### Introdução
Em outubro de 2019, a NJPW anunciou sua expansão para os Estados Unidos com sua nova divisão americana, New Japan Pro-Wrestling of America. Em 28 de outubro de 2022 no Rumble on 44th Street, a NJPW anunciou Battle in the Valley para 18 de fevereiro de 2023 no San Jose Civic em San Jose, Califórnia. Os ingressos para o evento esgotaram enquanto apenas uma luta, Mercedes Moné x Kairi, havia sido anunciada.

### Rivalidades
O Battle in the Valley contou com lutas de wrestling profissional que envolveram diferentes lutadores de rivalidades e histórias preexistentes. Os lutadores retrataram vilões, heróis ou personagens menos distinguíveis em eventos roteirizados que criaram tensão e culminaram em uma luta ou uma série de lutas.
Na primeira noite do Wrestle Kingdom 17, depois que Kairi reteve com sucesso o IWGP Women's Championship, ela foi confrontada por uma estreia de Mercedes Moné. Moné então atacou Kairi antes de desafiá-la para uma luta pelo título na Battle in the Valley, que foi oficializada. Esta seria a primeira luta de Moné desde 15 de maio de 2022 (então sob o nome de Sasha Banks).
No The New Beginning em Osaka, Kazuchika Okada defendeu com sucesso o IWGP World Heavyweight Championship contra Shingo Takagi. Após a luta, Okada desafiou Hiroshi Tanahashi para ser seu próximo adversário pelo título no Battle in the Valley, que Tanahashi aceitou. Esta seria a primeira luta entre eles na América desde a primeira noite do G1 Climax 29 em Dallas, e a primeira luta pelo título desde o Wrestling Dontaku 2018.
Uma luta entre Jay White e Eddie Kingston foi marcada para Battle in the Valley em 19 de janeiro após um confronto que os dois tiveram em um episódio do NJPW Strong. No The New Beginning em Osaka, White perdeu uma luta para Hikuleo onde o perdedor deveria deixar o Japão, forçando White a sair das operações japonesas da NJPW. Durante a edição de 16 de fevereiro do Wrestling Observer Live, onde White e Kingston foram convidados no programa, os dois concordaram em adicionar uma estipulação de que o perdedor deveria deixar a NJPW após uma troca de palavras acalorada. A estipulação afirma especificamente que se White perder, ele deixará NJPW e se Kingston perder, ele não terá permissão para lutar pela NJPW novamente sem a permissão de Jay White.

## Evento

### Pré-show
Foram duas lutas disputadas no pré-show. Na primeira luta, Alex Coughlin enfrentou JR Kratos. Coughlin venceu após um german suplex.
Na luta principal do pré-show, Bobby Fish enfrentou David Finlay. Finlay venceu após acertar o Trash Panda.

### Lutas preliminares
A competição de abertura foi uma luta de quartetos entre Kushida, Volador Jr., The DKC e Kevin Knight; contra Josh Alexander, Máscara Dorada, Adrian Quest e Rocky Romero. A primeira equipe venceu depois que Knight aplicou um DDT, enquanto Alexander ficou preso no Hoverboard Lock.
Em seguida, Fred Rosser defendeu o Strong Openweight Championship contra Kenta. No final, Juice Robinson desceu ao ringue e aplicou um left hand to God, permitindo que Kenta aplicasse o GTS para a vitória, e assim fazendo de Kenta o primeiro lutador japonês a conquistar o Strong Openweight Championship.
Em seguida, os Motor City Machine Guns defenderam o Strong Openweight Tag Team Championship contra o West Coast Wrecking Crew. The Motor City Machine Guns venceram após um Dirt Bomb em Royce Isaacs.
Em seguida, Eddie Kingston enfrentou Jay White em uma luta Loser Leaves NJPW. Nos estágios finais, Kingston acertou quatro spinning backfists e dois Northern Light Drivers para obter a vitória. Após a luta, enquanto White se dirigia aos torcedores, David Finlay o atacou por trás.
A luta seguinte foi uma Filthy Rules Fight entre Homicide e Tom Lawlor. No final, Lawlor deu um mata-leão, com o dedo do meio de Homicide ainda no ar, para o qual Homicide então desmaiou.
O NJPW World Television Championship foi defendido nesta próxima luta entre Zack Sabre Jr. e Clark Connors. Nos estágios finais, Connors realizou diferentes variações de submissão, mas sem sucesso. Sabre Jr. então o forçou a se submeter a um armlock Fujiwara. Após a luta, Kevin Knight apareceu e desafiou Sabre Jr. para uma luta pelo título.
A penúltima luta foi pelo IWGP Women's Championship entre Kairi e Mercedes Moné. Kairi aplicou um Ikari, mas Moné reverteu para o Boss Statement. Kairi então desferiu um spinning backfist. Nos estágios finais, Moné bloqueou o Insane Elbow, desferiu um belly-to-belly suplex e acertou o Moné Maker para se tornar a nova campeã feminina.

### Evento principal
O evento principal foi pelo IWGP World Heavyweight Championship disputado entre Kazuchika Okada e Hiroshi Tanahashi. Nos estágios iniciais, Tanahashi mirou no joelho de Okada. Tanahashi contra-atacou o Rainmaker em um ripcord lariat. Enquanto Tanahashi buscava o High Fly Flow, Okada bloqueou em um dropkick, aplicou um enzeguri, um Cobra Flowsion e o Rainmaker para a vitória. Após a luta, Okada propôs que ele e Tanahashi voltassem a lutar pelo título de duplas. Enquanto se dirigia à multidão, Moné apareceu e também agradeceu a San Jose. Okada e Moné posaram com os títulos antes de sair quando o show chegou ao fim.

## Resultados
| Nº                                          | Resultados | Estipulações | Tempo |
| ------------------------------------------- | --- | --- | ----- |
| Pré- show                                   | Alex Coughlin derrotou J. R. Kratos                                                                                            | Luta individual | 10:07 |
| Pré- show                                   | David Finlay derrotou Bobby Fish                                                                                               | Luta individual | 10:06 |
| 1                                           | Kushida, Volador Jr., Kevin Knight e The DKC derrotaram Máscara Dorada, Josh Alexander, Adrian Quest e Rocky Romero            | Luta de quartetos | 11:22 |
| 2                                           | Kenta derrotou Fred Rosser (c)                                                                                                 | Luta individual pelo Strong Openweight Championship | 16:31 |
| 3                                           | The Motor City Machine Guns (Alex Shelley e Chris Sabin) (c) derrotaram West Coast Wrecking Crew (Jorel Nelson e Royce Issacs) | Luta de duplas pelo Strong Openweight Tag Team Championship | 9:21  |
| 4                                           | Eddie Kingston derrotou Jay White                                                                                              | Luta Loser Leaves NJPW Se White perdersse, ele teria que deixar a NJPW. Se Kingston perdesse, ele precisaria da permissão de White para continuar a competir na NJPW. | 19:07 |
| 5                                           | Tom Lawlor derrotou Homicide por submissão                                                                                     | Filthy Rules Fight | 16:22 |
| 6                                           | Zack Sabre Jr. (c) derrotou Clark Connors por submissão                                                                        | Luta individual pelo NJPW World Television Championship | 14:06 |
| 7                                           | Mercedes Moné derrotou Kairi (c)                                                                                               | Luta individual pelo IWGP Women's Championship | 26:47 |
| 8                                           | Kazuchika Okada (c) derrotou Hiroshi Tanahashi                                                                                 | Luta individual pelo IWGP World Heavyweight Championship | 21:08 |
| (c) – Refere-se aos campeões antes da luta. | | |       |